# Teuta Arifi
Teuta Arifi (mac. Теута Арифи; ur. 19 października 1969 w Tetowie) – północnomacedońska polityczka pochodzenia albańskiego, w latach 2011–2013 wicepremier w trzecim rządzie Nikoły Gruewskiego, burmistrz Tetowa w latach 2013–2021.

## Życiorys
W 1991 roku ukończyła studia filologiczne na Uniwersytecie w Prisztinie; kształciła się następnie na Uniwersytecie Świętych Cyryla i Metodego w Skopju, gdzie obroniła magisterium z filozofii oraz doktorat z filologii.
Należała do grona założycieli Uniwersytetu Europy Południowo-Wschodniej w Tetowie, na którym pracowała jako profesor nadzwyczajny; pełniła również funkcję adiunkta na Uniwersytecie Świętych Cyryla i Metodego w Skopju.
Zaangażowała się w działalność Demokratycznego Związku na rzecz Integracji, w którym objęła funkcję wiceprzewodniczej partii. Z jej ramienia uzyskała mandat do Zgromadzenia Republiki Macedonii w wyborach parlamentarnych z 2002 roku, zostając pierwszą kobietą narodowości albańskiej zasiadającą w macedońskim parlamencie; skutecznie ubiegała się o reelekcję w wyborach z lat 2006, 2008 i 2011. W lipcu 2011 roku objęła funkcję wicepremiera w trzecim rządzie Nikoły Gruewskiego. W lutym 2013 roku zrezygnowała z danej funkcji, gdyż ogłosiła start w wyborach na burmistrza Tetowa, zorganizowanych w ramach wyborów samorządowych; otrzymała około 24 tys. głosów, wygrywając wybory. Uzyskała reelekcję w 2017 roku, jednak w 2021 przegrała z Bilalem Kasamim.
Poza ojczystym językiem albańskim deklaruje znajomość języków angielskiego, francuskiego, tureckiego i włoskiego.